# 한일군사정보보호협정
한일군사정보보호협정(韓日軍事情報保護協定, 일본어: 日韓秘密軍事情報保護協定, 영어: General Security of Military Information Agreement, GSOMIA)은 한국과 일본간에 체결된 군사정보보호협정이다. 약칭으로 영어로 지소미아(GSOMIA)라고 부르는데, 한일간의 협정을 언론에서 보통 지소미아라고 부르고 있다.

## 상세
한일군사정보보호협정 체결은 주로 보수 정부에서 시도되었다. 1980년대 노태우 정부 때부터 대한민국 정부가 일본에 거주하는 조총련 인사들의 정보를 구하기 위해서 일본에 요청을 했지만 일본이 거부했다. 2010년 10월 오카다 가쓰야 일본 외무상이 공식적으로 요구를 했고, 이명박 정부에서 추진하려고 하였으나 거센 반대로 뜻을 이루지는 못했다. 박근혜 대통령 탄핵 위기가 고조되는 가운데, 2016년 11월 23일 박근혜 대통령이 체결했다. 국회 비준이 필요한 정식 조약은 아니고, 행정 협정이다. 서명에는 나가미네 야스마사 주한일본대사, 한민구 대한민국 국방장관이 참석하였다. 일본과 맺는 최초의 군사적 성격의 조약이기에, 찬성과 반대 시위가 잇달아 발생하였다.
2019년 한일은 7차례 대북 정보를 교환했다. 한일 지소미아는 한국이 일본과 맺은 유일한 군사 부문 협정이다. 우리 측은 탈북자나 북중 접경 지역 인적 네트워크 등을 통해 얻은 정보를 제공하고, 일본 측은 정보수집 위성, 이지스함, 지상레이다, 조기경보기 등으로 취득한 신호정보를 공유해왔다.

### 휴민트
과거에는 조총련의 활동이 활발한 일본에 북한 고위층에 대한 휴민트가 많았다. 군사정보를 타국에 전해주려면 지소미아를 사전에 체결해야만 한다. 한국은 조총련을 통한 북한 고위층 정보를 일본에게서 얻으려고 노력했다. 2019년 기준으로는 일본 조총련의 활동이 거의 사라지고, 한국에 정착한 탈북자들의 휴민트가 매우 중요해졌다. 즉, 일본이 한국에 정보를 요구할 것이 많아졌다.

### 협정 종료 및 잠정 연장
문재인 정부는 출범 당시 협정에 대해 유지하는 입장이었지만, 임기 중 2018년 한일 해상 군사 분쟁, 2015년 한·일 일본군 위안부 협상 타결 무효 주장, 그리고 결정적으로 2019년 8월 22일에 한일 무역 분쟁을 이유로 협정 종료를 결정했다. 한일 지소미아는 유효기간 1년으로, 유효기간 만료 90일전 서면으로 연장 여부를 통보한다. 2019년 10월 2일, 한국이 GSOMIA를 통해 일본에게 미사일 정보 공유 요청을 했다. 2019년 11월까지 결론이 도출되지 않았으나 양측 정상의 환담으로 지소미아를 연장할 수가 있었다. 동년 11월 23일 협정 종료 통보 효력을 정지시켜 일단 잠정 연장되었다. 
윤석열 정부는 출범 이후 일본과 관계를 정상화하겠다고 밝히며, 한일 지소미아 정상화를 실현하였다.

## 반응

### 미국
미국은 한일 양국의 GSOMIA 체결 당시 환영의 입장을 밝혔다. 미국은 지소미아가 북한의 핵미사일을 대비하는데 매우 중요하다는 입장으로, 한국 정부에게 유효기간 만료일 전에 종료 결정을 번복하라고 요구했다. 청와대는 2014년 한·미·일 정보공유약정(TISA)이 지소미아를 대체할 수 있다고 보지만, 미국은 전혀 그렇지 않으며, TISA는 사실상 아무 쓸모가 없다고 말했다.
미국 상원에서는 한국 정부에 한-일 군사정보보호협정 연장을 촉구하는 결의안이 발의되었다. 또한 미국의 한반도 전문가 20명 중 19명이 지소미아 폐기는 한국 정부의 오판이라고 비판했다.

### 북한
북한은 한일 양국의 GSOMIA 체결 당시 비난 성명을 발표하며 반대 의사를 밝혔다. 지소미아 정상화에도 다시 비난 성명을 발표하였다.

### 중국
중국은 직접적인 입장을 표명하지는 않았으나, 국영 매체를 통해 한일 지소미아 체결은 아시아판 나토, 미국이 주도한 철의 3각 동맹이라고 불만을 표시하였다.

## 같이 보기
- 한미상호방위조약
- 일본과 미국 간의 상호 협력 및 안전 보장 조약
- 한미일 삼자 협정